# Schluchsee
Schluchsee je přehradní nádrž v německém pohoří Schwarzwald. Má nadmořskou výšku 930 m, což je nejvíce ze všech německých přehrad. Leží nedaleko města Sankt Blasien v zemském okrese Breisgau-Hochschwarzwald v Bádensku-Württembersku. Má rozlohu 5,14 km² a maximální hloubku 61 metrů. Přehrada na řece Schwarza, která zvětšila původní ledovcové jezero, byla vybudována v letech 1929 až 1932. Přehradní hráz je vysoká 63,5 metru. Voda napájí hydroelektrárnu Schluchseewerk. Přehradní nádrž má čistou chladnou vodu a je využívána k rekreaci. Po jejím pobřeží vede 18 km dlouhá turistická stezka. Jezero s okolím je možno přehlédnout z rozhledny na hoře Riesenbühl.